# 인포머스
《인포머스》(영어: The Informers)는 미국에서 제작된 그레거 조던 감독의 2008년 드라마 영화이다. 빌리 밥 손턴 등이 주연으로 출연하였다.

## 출연
- 빌리 밥 손턴
- 킴 베이싱어
- 위노나 라이더
- 미키 루크
- 존 포스터
- 앰버 허드
- 리스 이반스